# 大江戸温泉物語 浦安万華郷
大江戸温泉物語 浦安万華郷（おおえどおんせんものがたり うらやすまんげきょう）は、千葉県浦安市日の出に所在した温泉施設。大江戸温泉物語株式会社が所有・運営。旧称は湯巡り万華郷。

## 施設概要
- 男湯
  - 内湯
  - 露天風呂
- 女湯
  - 内湯
  - 露天風呂
- 水着ゾーン
- 飲食店
- ゲームコーナー
- 宿泊施設

### 泉質
- ナトリウム-塩化物強塩泉

## 沿革
- 2004年 - 松野八郎建築設計事務所・日宝工業・福田組の3社が中心となって、事業主体として、ケイマン諸島法人の特定目的会社（SPC）・有限会社浦安温泉物語を設立し、温泉施設を計画。
- 2005年3月3日 - 運営会社として株式会社湯巡り万華郷を設立。
- 2006年2月25日 - 湯巡り万華郷が「湯巡り万華郷」を開業。
- 2007年7月 - 経営改善を目的として、出資者であった株式会社福田組が湯巡り万華郷の株式を取得して子会社化。
- 2008年 - 施設管理会社の有限会社浦安温泉物語を吸収合併し、決算期を8月から12月に変更。
- 2009年4月15日 - 株式会社福田組が、株式会社湯巡り万華郷の株式を株式会社キョウデンエリアネット（大江戸温泉物語グループの資産保有会社）に譲渡（3月27日に株式譲渡契約）。大江戸温泉物語株式会社主導の運営となり、「大江戸温泉物語 浦安万華郷」に施設名を変更。
- 2024年6月2日 - 借地契約の満了により、同日付で閉館[1][2]。